# Starkenburg

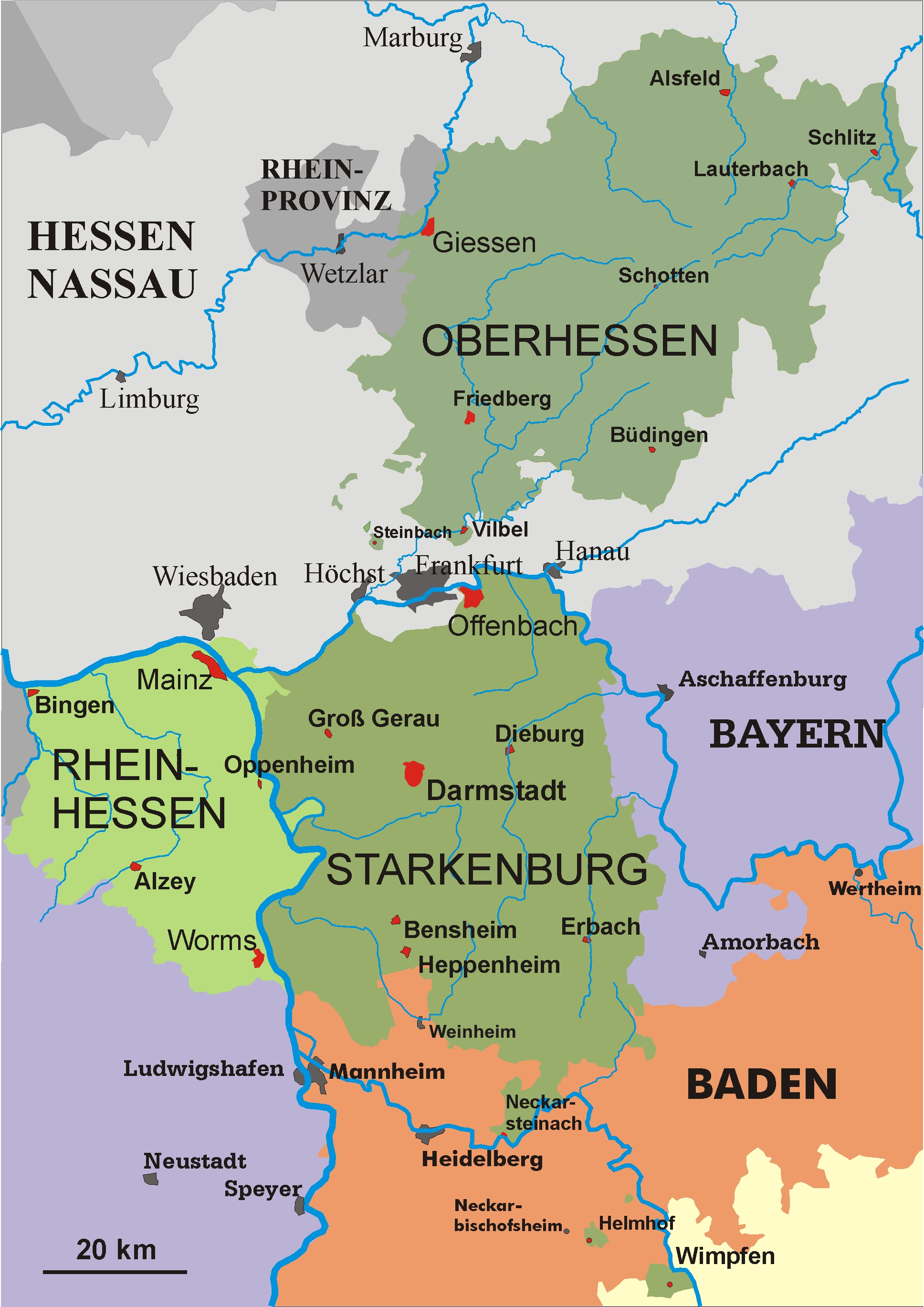
Karta över Hessen 1930.

Starkenburg var en provins (1803–1937) i sydvästra delen av storhertigdömet Hessen och Folkstaten Hessen, omgiven av Baden, Unterfranken, Hessen-Nassau och Rheinhessen. 1910 hade den en yta på 3 019 km2 och 530 380 invånare.
Landet är i sydöst uppfyllt av Odenwald, men övergår i norr och väster i en lågslätt (→ Rhen-Main-området). Starkenburg, vars namn härleder sig från en numera raserad borg vid Heppenheim var indelat i 7 kretsar. Huvudstad var Darmstadt.

## Källa
Den här artikeln är helt eller delvis baserad på material från Nordisk familjebok, Starkenburg, 1904–1926.